# Paweł Podsiadło

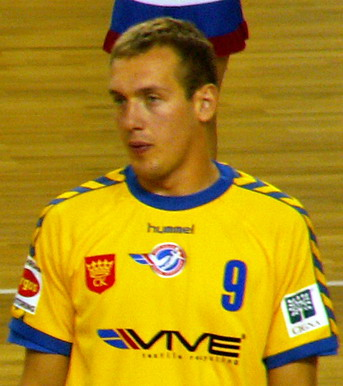
Paweł Podsiadło (2006)

Paweł Podsiadło (* 29. März 1986 in Kielce) ist ein polnischer Handballspieler.
Der 1,95 Meter große und 95 Kilogramm schwere linke Rückraumspieler stand von 2003 bis 2011 bei KS Vive Targi Kielce unter Vertrag. Dort wurde er 2009 und 2010 polnischer Meister sowie 2006, 2009, 2010 und 2011 Pokalsieger. 2011 wechselte er zum französischen Erstligisten Sélestat AHB und drei Jahre später zu USAM Nîmes. Nach sechs Jahren in Frankreich, wo er 631 Tore in 144 Spielen erzielte, kehrte er 2017 nach Polen zu Azoty-Puławy zurück.
Paweł Podsiadło bestritt seit dem 18. Dezember 2010 neun Länderspiele für die polnische Nationalmannschaft, in denen er sieben Tore erzielte.